# Izumo no Okuni
Izumo no Okuni, född 1578, död 1613, var en japansk miko (tempeltjänare) och skådespelare, som nämns som grundaren av den japanska teaterkonstarten kabuki. 
Hon grundade och uppträdde med en teatergrupp bestående av kvinnliga skådespelare. De uppförde pjäser i en stil som fick namnet kabuki, en ny konstart som blev enormt populär. Kvinnliga skådespelare blev dock 1629 förbjudna i Japan fram till Mejirestaurationen över tvåhundra år senare. 